# 山本靖貴
山本靖貴（日语：／ Yamamoto Yasutaka），日本男性動畫師、動畫演出家、動畫導演。出身於愛知縣安城市。自由身。

## 來歷
加入JUNGLE GYM負責動畫一職。離開JUNGLE GYM後，他加入STUDIO COMET參加動畫、原畫的工作。曾擔任《我愛美樂蒂》的演出助手，後來離開STUDIO COMET成為自由工作者。在TRANS ARTS製作的《韋駄天翔》（第34話）負責分鏡、演出首次亮相。並參與《吉宗》（第6話）等作品。在《波菲的漫長旅程》擔任助理導演後，他被《戰場女武神》的製片人加藤淳看中，從而首次擔任導演。
在原畫的基礎上進行獨特的編導，並意識到了控制整個製作的能力，這使他轉向演出發展。
學生時代曾擔任美術社社長，暱稱「社長」就此而來。

## 參加作品

### 電視動畫
1996年
- 烏龍派出所（動畫）

1997年
- 櫻桃子劇場 可吉可吉（動畫）
- 忍企鵝真丸（日语：忍ペンまん丸）（動畫）

1999年
- 蠟筆小新（動畫）
- 仙魔大戰2000（日语：ビックリマン2000）（動畫、動畫檢查、原畫）
- 鋼鐵天使（動畫）

2001年
- 鄰家女孩 CROSS ROAD ～風之速～（原畫）
- 戀愛占卜師（動畫檢查、原畫）
- 星之卡比（原畫）

2002年
- 真·女神轉生D 惡魔之子 光之書與闇之書（原畫）
- 哨聲響起（原畫）

2003年
- 原子小金剛 (2003年版)（原畫）
- 神秘智慧石（原畫）

2004年
- 陸奧圓明流外傳 修羅之刻（原畫）
- 校園迷糊大王（原畫）
- 棉花糖樂園（佈局）

2005年
- 藍色潮痕（日语：タイドライン・ブルー）（原畫）
- 甲蟲王者 森林居民的傳說（原畫）
- 我愛美樂蒂（原畫、演出助手）
- 韋駄天翔（分鏡、演出）

2006年
- 吉宗（日语：吉宗 (パチスロ)#アニメ版）（原畫、分鏡、演出）
- 妖怪人間貝姆 (2006年版)（原畫、分鏡、演出）
- NANA（原畫）
- D.Gray-man（分鏡）
- 可愛小水滴（日语：ぷるるんっ!しずくちゃん）（分鏡、演出）

2007年
- 天才？哈瑪克斯博士（日语：天才? Dr.ハマックス）（分鏡、演出）
- 王牌投手 振臂高揮（原畫、分鏡、演出）

2008年
- H2O -FOOTPRINTS IN THE SAND-（演出）
- 波菲的漫長旅程（助理導演、分鏡、演出）
- xxxHOLiC◆繼（分鏡、演出）

2009年
- 夢色蛋糕師（分鏡）
- 鐵腕女警 DECODE:02（日语：鉄腕バーディー DECODE）（分鏡）
- 戰場女武神（導演[1]、分鏡、演出、原畫）

2010年
- 寶石寵物 Twinkle☆（分鏡、演出）
- 王牌投手 振臂高揮 ～夏季大會篇～（編劇、分鏡、演出）
- 侵略！花枝娘（分鏡、演出）

2011年
- 青之驅魔師（分鏡、演出）
- 亞斯塔蘿黛的後宮玩具（分鏡）
- 歌之王子殿下 真爱1000%（分鏡、演出）
- BLOOD-C（分鏡、演出）
- 侵略!? 花枝娘（導演[2]、編劇、分鏡、演出）

2012年
- 黑子的籃球（分鏡）
- 弒神者！～不順從之神與弒神的魔王～（分鏡、演出）
- 少女與戰車（分鏡、演出）

2013年
- 問題兒童都來自異世界？（導演[3]）
- Q弟偵探因幡（分鏡、演出）
- SERVANT×SERVICE（導演[4]）
- 我的腦內戀礙選項（演出）

2014年
- 英雄銀行（日语：ヒーローバンク）（導演[5]）
- 惡魔的謎語（分鏡、演出）

2015年
- 其實我是…（導演[6]、分鏡）

2016年
- 火星異種 復仇（分鏡、演出）
- 暖暖日記 (2016年版)（原畫）
- 天真與閃電（分鏡）
- 我太受歡迎了，該怎麼辦？（分鏡、演出）
- Classica Lloyd（分鏡）

2017年
- ROBOMASTERS THE ANIMATED SERIES（導演、分鏡）
- 悠久持有者！ ～魔法老師！2～（分鏡）

2018年
- 火之丸相撲（導演[7]、分鏡、演出）

2020年
- 貓娘樂園（導演[8]、音響監督、分鏡、演出）
- 大貴族（導演[9]、分鏡、演出）

2021年
- ICHU偶像進行曲（分鏡、演出）

2022年
- 不會拿捏距離的阿波連同學（總導演[10]、分鏡）
- CUE！（分鏡、演出）
- 東京喵喵NEW～♡（分鏡、演出）

2023年
- 淪落者之夜（導演、編劇、音響監督）[11]
- 我們的雨色協議（總導演、劇本統籌、分鏡）[12]

2025年
- 金牌得主（導演）[13]

### 電影動畫
1998年
- 蠟筆小新：電擊！豬蹄大作戰（動畫）
- 劇場版 神奇寶貝：超夢的逆襲（動畫）

1999年
- 蠟筆小新：爆發！溫泉激烈大決戰（動畫）

2000年
- 幸運女神（動畫）

2001年
- 蠟筆小新：風起雲湧 猛烈！大人帝國的反擊（動畫）

2004年
- 麵包超人：夢貓王國的喵咪（日语：それいけ!アンパンマン 夢猫の国のニャニイ）（原畫）
- 麵包超人：小月牙與白玉 ～心動之舞～（原畫）

2005年
- 翡翠森林狼與羊（原畫）

### OVA
1998年
- 放學後戀愛俱樂部 -戀愛練習曲-（日语：放課後恋愛クラブ -恋のエチュード-）（動畫）[注 1]

2012年
- 侵略!! 花枝娘（分鏡、演出）

2018年
- 怪獸娘（黑） ～超級怪獸擬人化計畫～（導演、分鏡、演出、音響監督）

### 網路動畫
2021年
- 終末的女武神（分鏡、演出）

2022年
- 小太郎一個人生活（分鏡、演出）

## 腳註

## 外部連結
- 山本靖貴的X（前Twitter） （日語）